# The Cardinals
The Cardinals byla česká beatová (vokální) skupina, která vznikla v roce 1967 v Praze po rozpadu kapely The Hurican. Do kapely nastoupil Jan A. Vaculík jako zpěvák, který dal kapele profesionální ráz a psal texty. Kapela se orientovala na vícehlasý vokál.
Kapelu ovlivnily kapely jako The Kinks, Crosby, Stills, Nash & Young. Josef Kůstka psal hudbu a hrál na kytaru. Kapela směřovala ke komerci, skoro k pop music, Kůstka ale chtěl kapelu tvrdšího rázu. To vše se změnilo, když do kapely v roce 1968 nastoupil zpěvák a klávesista Lešek Semelka, poté byla skupina progresivnější.
Vstup sovětských vojsk a následná normalizace postupně likvidovala anglicky zpívající české bigbítové kapely. Kolem roku 1971 se The Cardinals stali doprovodnou kapelou Petry Černocké, které nabídli spolupráci. Tento tah se do jisté míry vydařil, protože s česky zpívající zpěvačkou soubor přežil, ale s bigbítovým duchem odešli i někteří muzikanti, jako zpěvák Jan A. Vaculík, kytarista Josef Kůstka nebo zpěvák Lešek Semelka. V podstatě již popovou skupinu Kardinálové pak mnoho let vedl skladatel Zdeněk Merta.
Jedním z největších hitů skupiny se stala v roce 1973 píseň „Hastrmane, tatrmane, melou“, kterou zpíval Rony Marton.

## LP
- 1968 – Beat Line (split) – Even the Bad Times are Good – od The Tremeloes a Never My Love od The Association

## Singly
- 1968 – Can't Get to Know You Better - od The Turtles / Straight Shooter – od The Mamas & the Papas
- 1968 – Stín magnolií / Look Through My Window – od The Mamas & the Papas
- 1969 – I Believe - od Frankie Laine / Let There Be Love – od Bee Gees